# Tomalá
Tomalá é uma cidade hondurenha do departamento de Lempira.